# Diritto di resistenza
Il diritto di ribellione (o diritto alla ribellione), noto anche come diritto alla resistenza (o diritto di resistenza), è il diritto di un popolo di opporsi al potere illegittimo o all'ingiusto esercizio del potere da parte di un tiranno. Secondo l'interpretazione giuridico-positivista, tale diritto sarebbe riconosciuto a un popolo solo se previsto dalla sua carta costituzionale. Secondo l'interpretazione giusnaturalistica, tale diritto sarebbe invece sempre riconosciuto in quanto facente parte dei diritti naturali ed inalienabili dell’Uomo.

## Storia
Il ius resistentiae trova le sue origini in epoche precedenti all'affermazione del Cristianesimo, ad esempio formulato nell'Antigone di Sofocle, in Plutarco e nello stoicismo.
Nel Medioevo ne inizia sia la teorizzazione (la si ritrova, ad esempio, in Tommaso d'Aquino, che si spinge perfino, a certe condizioni, a giustificare il tirannicidio, ed in Manegoldo di Lautenbach), sia la concessione in documenti ottriati dal sovrano; tuttavia, fu solo nella Germania medioevale che iniziò ad assumere valore giuridico, come strumento dei ceti contro le imposizioni del Principe: questo diritto compare nel Sachsenspiegel, in una norma riportata agli inizi del XIII secolo, che così recita «L'uomo può resistere al proprio re e al proprio giudice quando questo agisce contro il diritto, e financo aiutare a fargli guerra. […] Con ciò egli viola il giuramento di fedeltà».
Del resto, furono proprio i privilegi medievali, primo fra tutti la Joyeuse Entrée, a fornire ai rivoltosi delle Province Unite "la principale fonte di legittimazione della resistenza contro Madrid".
La Bolla d'Oro di Andrea II d'Ungheria del 1222 e il Capitolo 61 della Magna Charta inglese del 1215 possono essere inclusi fra i più antichi riconoscimenti giuridici del diritto di resistenza. Quest'ultima affermava il principio dell’Habeas corpus, espressione che deriva da "habeas corpus ad subiciendum judicium", ovvero "che sia esibito il corpo [dell’accusato] per sottoporlo a giudizio". Ciò comportava l’obbligo di condurre i prigionieri al cospetto dei giudici entro tre giorni dall'arresto, per evitare detenzioni illegali. Tale principio abolì gli arresti arbitrari per ordine regio e affermò l’inviolabilità della persona, divenendo una prima garanzia del diritto alla libertà individuale. Garantì inoltre agli uomini liberi il diritto a essere condannati soltanto dopo un giudizio emesso da una corte di loro pari. Nell’insieme, la Charta contribuì a gettare le prime fondamenta del costituzionalismo e del parlamentarismo moderno. Nella “clausola di sicurezza” contenuta nel Capitolo 61 della Charta il Re riconosceva ai suoi sottoposti – in questo caso un Comitato di venticinque baroni – il diritto di
se non avesse rispettato i princìpi sanciti nella Charta.
Nel suo L’antico regime e la rivoluzione, Tocqueville esprimeva "la convinzione intorno al ruolo nevralgico svolto dalle forze della «resistenza» alle tendenze dispotiche dei monarchi (aristocrazia in primis) quali levatrici del liberalismo: senza privilegi corporati di antico regime, niente libertà individuale moderna".
Il diritto di resistenza viene spesso assimilato al concetto di disobbedienza civile e i metodi non violenti di opposizione sono stati legittimati dalla storia politica del XX secolo e riconosciuti come accettabili e compatibili l'impianto costituzionale liberal-democratico.
Anche l’istituto giuridico dello sciopero, oggi quasi universalmente riconosciuto come mezzo perfettamente lecito per rappresentare il dissenso, nel passato è stato visto come estrema ratio del popolo, di alcune classi sociali o dei lavoratori, per opporsi a comportamenti reazionari da parte della classe dirigente o del governo.
Studi specifici hanno messo in relazione l’introduzione del diritto alla ribellione negli ordinamenti nazionali con recenti rivoluzioni (ad esempio la rivoluzione Francese) o la sconfitta di regimi totalitari (ad esempio, in Germania, la sconfitta del nazismo) o eventi particolarmente drammatici: il diritto alla rivolta, ad esempio, venne inserito nella Costituzione ruandese dopo il genocidio del 1994. Anche l'esperienza maturata a seguito di colpi di stato ha favorito la diffusione di norme costituzionali a garanzia della democrazia che potessero favorire l'esercizio del diritto alla rivolta: è questo il caso, in particolare, del Sudamerica e del Centroamerica.

## Teorizzazione
Questo diritto è contemplato:
1. Nella dottrina politica di san Tommaso, in cui si prevede il tirannicidio per il Principe che abbia violato l'ordine divino;
2. Nella prima età moderna si consolida nella polemica che si oppone all'assolutismo in materia religiosa. Anche la disobbedienza civile del Mahatma Gandhi può essere considerata come esercizio del "diritto di resistenza";
3. Nello Stato moderno. In alcune costituzioni odierne (in particolare quella tedesca) possiamo ancora trovare il diritto di resistenza, anche se nello Stato di diritto il diritto alla resistenza è stato formalmente escluso[11].

Il diritto di resistenza discende anche dal contrattualismo e dalla teoria politica di John Locke, fondata sui diritti irrinunciabili dell'individuo: in quest'ottica, se i governanti calpestano i diritti naturali, vengono meno ai fondamenti del patto e si configura il diritto del popolo a opporre resistenza al sovrano.
In opposizione a Gottfried Achenwall, uno dei più importanti studiosi di diritto naturale del tempo, Kant nega invece che attraverso i diritti innati dell'uomo si possa "legittimare un diritto di resistenza al sovrano. A fondamento di questa presa di posizione netta contro il diritto del singolo individuo di opporsi al potere statale non vi sono solo considerazioni giuridiche in senso stretto, bensì filosofiche dalle quali si evince che il popolo ha sì dei diritti nei confronti dello Stato, ma non di tipo coattivo, ovvero non vincolanti".

## Il diritto nel mondo
Il diritto alla ribellione o resistenza è previsto dalle Costituzioni di 37 paesi in tutto il mondo, la maggior parte dei quali situati in America centrale, in Sudamerica e in Europa occidentale. Anche in Africa, alcune costituzioni garantiscono questo diritto ai loro cittadini: ad esempio, il Benin, il Ghana, Capo Verde e il Ruanda; in quest'ultimo Stato, la norma costituzionale è stata introdotta dopo il genocidio del 1994. In Asia, la sola nazione in cui questa prerogativa può essere legittimamente esercitata è la Thailandia e tale diritto è stato invocato dalle varie fazioni coinvolte nella querelle seguita alla crisi politica del 2008.
Per quanto riguarda Cuba, il ricorso al diritto alla ribellione è peculiare: fu introdotto nella Costituzione da Fulgencio Batista nel 1940 dopo che questi aveva rovesciato il governo di Carlos Prío Socarrás, per giustificare la sua dittatura, ma fu il suo stesso rivale, Fidel Castro, ad avvantaggiarsi di tale norma costituzionale nel 1953 dopo essere stato arrestato per un fallito tentativo di rivoluzione. Anche grazie a tale preesistente norma, l'allora giovane Fidel Castro, al termine del processo, riuscì a strappare una pena relativamente lieve.

### Negli Stati Uniti
Negli USA il diritto alla resistenza venne codificato sin dalla Dichiarazione d’Indipendenza degli Stati Uniti d’America del 4 luglio 1776:
Oltre al diritto alla resistenza, diversi Stati della federazione includono il diritto alla rivoluzione all'interno della propria costituzione. Un esempio è la Costituzione del New Hampshire, che sancisce all'Articolo 10:
Government being instituted for the common benefit, protection, and security, of the whole community, and not for the private interest or emolument of any one man, family or class of people; therefore, whenever the ends of government are perverted, and public liberty manifestly endangered, and all other means of redress are ineffectual, the people may, and of right ought to reform the old, or establish a new government. 
Essendo il governo istituito per il benessere comune, la protezione e la sicurezza dell'intera comunità, e non per l'interesse privato o il profitto di un singolo individuo, famiglia o classe di persone; allora, qualora i fini del governo siano pervertiti, e la libertà pubblica sia manifestamente in pericolo, e tutti gli altri mezzi di riparazione siano inefficaci, il popolo può, e in verità deve riformare il vecchio governo, o istituirne uno nuovo.
La dottrina di non-resistenza contro il potere arbitrario e l'oppressione è assurda, schiavile e distruttiva per il bene e la felicità dell'Umanità.»
(Costituzione dello Stato del New Hampshire, Articolo 10, 2 giugno 1784)

### In Francia
Il diritto alla ribellione o resistenza venne codificato in vari momenti della storia francese moderna e contemporanea. Una prima formulazione si ebbe nella Dichiarazione dei Diritti dell’Uomo e del Cittadino del 1789, scaturita dalla Rivoluzione Francese. L'Articolo 2 dichiara: 
In seguito, nel progetto della Costituzione della Repubblica Francese del 1793, altri due articoli menzionarono espressamente tale diritto. L'Articolo 33 della Costituzione dichiara:
L'Articolo 35 della stessa Costituzione dichiara: 
All'indomani della seconda guerra mondiale, l'assemblea costituente francese incluse il diritto alla ribellione o resistenza nell'Articolo 21 del progetto di Costituzione della Repubblica Francese del 19 aprile 1946, che dichiara: 

### In Germania
Dopo l'esperienza della dittatura nazista, in molte carte costituzionali dei singoli lander tedeschi venne riconosciuto il diritto alla ribellione o resistenza. Ad esempio, l'Articolo 147 della Costituzione del lander dell’Assia del 1° dicembre 1946 dichiara: 
L'Articolo 6 della Costituzione del lander di Brandeburgo del 31 gennaio 1947 dichiara: 
Freiheit der Person,
Freiheit der Meinungsäußerung,
Glaubens- und Gewissensfreiheit,
Freiheit der Wissenschaft und ihrer Lehre,
Wahlfreiheit,
Vereins- und Versammlungsfreiheit,
Freiheit des Streikrechts,
Freiheit des Stimmrechts,
Freiheit der Wohnung,
das Recht der Freizügigkeit,
die Wahrung des Brief- und Postgeheimnisses.
libertà della persona,
libertà di espressione,
libertà di credo e di coscienza,
libertà della scienza e del suo insegnamento,
libertà di scelta,
libertà di associazione e riunione,
libertà del diritto di sciopero,
libertà di voto,
libertà di soggiorno,
il diritto alla libertà di movimento,
la tutela della corrispondenza e del segreto postale.
Esiste il diritto di resistere alle leggi che violano la morale e l’umanità.»
L’Articolo 19 della Costituzione del lander di Brema del 21 ottobre 1947 dichiara: 
A livello federale, la Deutsches Grundgesetz (Legge fondamentale della Repubblica Federale di Germania) riconosce ai cittadini il diritto di resistere contro i tentativi di abolizione della Carta costituzionale. L'Articolo 20, 4° comma, della Costituzione della Repubblica Federale Tedesca del 23 maggio 1949 dichiara infatti: 

### In Italia
Per quanto riguarda l'Italia, benché riconosca i diritti inviolabili e i diritti indisponibili (Art. 2 della Costituzione della Repubblica Italiana), il diritto di resistenza non è esplicitamente previsto; una delle prime bozze della Costituzione sottoposta al vaglio dell'Assemblea Costituente, nell'articolo 50 (che poi sarebbe diventato l'attuale articolo 54) riportava, nel 2° comma:
Questa formulazione è somigliante a quella della Costituzione rivoluzionaria francese del 1793, sostituendo però la parola "insurrezione" con "resistenza".
L'Assemblea dibatté a lungo sulla necessità di introdurre nella Costituzione uno specifico passaggio che ribadisse tale prerogativa popolare in caso di abuso da parte delle istituzioni. Aldo Moro, nella seduta del 3 dicembre 1946, espresse al riguardo la seguente posizione, condivisa anche da Palmiro Togliatti:
Nella seduta del 5 dicembre 1946, il deputato e giurista Costantino Mortati, esponente della Democrazia Cristiana e principale oppositore all'introduzione del diritto di resistenza nella Costituzione repubblicana, riuscì però a convincere l'Assemblea a espungere il relativo comma dal testo, sottolineando la difficoltà insita nel distinguere la legittima ribellione da quella illegittima.
Tuttavia, sebbene il diritto di resistenza all'oppressione non sia esplicitamente menzionato dall'ordinamento giuridico italiano, vari autorevoli costituzionalisti, giuristi e politici hanno ritenuto che vi sia comunque compreso in forma implicita. Il diritto dei cittadini italiani di resistere all'oppressione sarebbe infatti implicitamente legittimato sia dal principio della Sovranità Popolare (Art. 1 della Costituzione), sia dal fatto che tale diritto sarebbe una delle garanzie estreme a difesa della Costituzione nel caso vengano violati i principi fondamentali in essa stabiliti. Fra i sostenitori di questo orientamento interpretativo si possono citare, ad esempio, Costantino Mortati, Paolo Barile, Giuliano Amato e Francesco Cossiga.
Mortati, commentando l’Art. 1 della Costituzione Italiana, riconobbe la possibilità che organizzazioni create direttamente dal popolo potessero agire al di fuori degli schemi normativi traendo legittimazione proprio dal principio della Sovranità Popolare. Secondo Mortati infatti:
della sovranità popolare perché questa, basata com’è sull’adesione attiva dei cittadini ai valori consacrati nella Costituzione, non può non abilitare quanti siano più sensibili ad essi ad assumere la funzione di una loro difesa e reintegrazione quando ciò si palesi necessario per l’insufficienza o la carenza degli organi ad essa preposti.»
Secondo Barile:
voluto prendere la esplicita posizione di vietarlo.»
Secondo Amato, quando gli organi di controllo e di garanzia dello Stato mancano di funzionare, ovverosia quando è lo stesso apparato dello Stato e lo stesso Governo a essere «partecipe dell’azione eversiva» compiendo «atti difformi dai valori e dalle finalità fatti propri dalla coscienza collettiva ed indicati nella Costituzione», allora il ricorso alla resistenza, individuale o collettiva, sarebbe legittimo. Amato affermò inoltre:
Cossiga, in più occasioni, difese la legittimità della resistenza attiva o lotta armata se esercitata a seguito del sopraggiungere di circostanze straordinarie. Ad esempio, in una intervista rilasciata nel 2003 ad Antonello Lai riguardante l’ipotesi di collocazione in Sardegna di un deposito nazionale di scorie nucleari, Cossiga si disse favorevole a impugnare le armi e a usare le bombe pur di impedire che il progetto venisse realizzato, dichiarando:
Nello stesso anno Cossiga rilasciò un'intervista al programma televisivo "Le Iene" sul tema degli Anni di Piombo e delle BR. Alla domanda "quando secondo lei è giustificato il ricorso alla violenza?" Cossiga rispose:

### Nel diritto internazionale
Nelle norme internazionali sono presenti vari riferimenti al diritto, o alla possibilità, di ribellione o resistenza.
Lo Statuto del Tribunale di Norimberga, istituito a seguito del'Accordo di Londra dell’8 agosto 1945, stabilì il principio della responsabilità penale personale per coloro che commettono crimini di guerra e/o crimini contro l’Umanità, anche se in esecuzione di ordini emanati da un’autorità politica o militare superiore. Da questo orientamento conseguì logicamente il diritto-dovere di tutti di non contribuire, con la propria cieca obbedienza, alla commissione di tali crimini, e il diritto-dovere di tutti di resistere all'oppressione derivante da tali crimini. Per i militari, ne conseguì specificatamente il diritto-dovere di non eseguire ordini palesemente criminali o criminògeni. Questo orientamento è stato recepito in numerosi ordinamenti giuridici del secondo dopoguerra, elevato a diritto positivo di valore costituzionale.
Nel terzo paragrafo del preambolo della Dichiarazione Universale dei Diritti Umani, proclamata dall'Assemblea Generale dell'Organizzazione delle Nazioni Unite a Parigi il 10 dicembre 1948 (Risoluzione 217 A), si può leggere: 
I due protocolli aggiuntivi dell’8 giugno 1977, che integrano la Convenzione di Ginevra del 1949, riconoscono lo status di combattente legittimo anche al “partito insurrezionale” in lotta contro eserciti d’occupazione di Stati esteri, oppure, nel caso di una guerra civile, in lotta contro governi razzisti – e, per estensione, tirannici in generale. In particolare, il primo protocollo estende la protezione fornita dalla Terza convenzione di Ginevra del 1929 anche ai combattenti irregolari o guerriglieri. Tale convenzione riconosce lo stato di combattente legittimo – e di conseguenza lo stato di prigioniero di guerra in caso di cattura – a ogni belligerante in un conflitto armato internazionale che rispetti certe norme di comportamento. Tali norme sono:
1. Ricevere ordini da una persona di grado superiore responsabile per le azioni dei propri subalterni,
2. Portare un segno distintivo della propria organizzazione in modo da poter essere riconosciuto da lontano,
3. Portare le armi apertamente durante le azioni militari,
4. Svolgere le operazioni militari in conformità con le leggi e gli usi di guerra.

Infine, la Risoluzione 37/43 dell’Assemblea Generale dell’ONU, adottata nella 90ª seduta plenaria del 3 dicembre 1982, menziona esplicitamente il diritto alla ribellione o resistenza. Tale risoluzione fu emanata soprattutto in conseguenza agli atti terroristici ed aggressioni perpetrate dal governo sud africano contro vari Stati africani indipendenti (in particolare Angola, Botswana, Mozambico, Seychelles e Zambia), per riaffermare il diritto del popolo palestinese all’autodeterminazione e alla sovranità, e per deplorare le conseguenze dell’invasione israeliana del Libano nell'agosto 1982. La Risoluzione è intitolata: 
Il secondo punto della Risoluzione: 
for independence, territorial integrity, national unity and
liberation from colonial and foreign domination and foreign